# Fonologia de l'occità
La fonologia de l'occità és similar a la del català fent que es puga parlar d'un grup lingüístic occitanocatalà. Tot i això, hi ha moltes característiques fonètiques que el diferencien força. En l'occità podem trobar bastants diferències fonètiques i lèxiques davant els diferents dialectes que componen l'occità. Majoritàriament es parla del llenguadocià com a centre dialectal de l'estandardització per tal com és el més fidel a l'occità medieval i el més proper al català.

## Consonants
|             | Bilabial | Bilabial | Labio- Dental | Labio- Dental | Dental | Dental | Alveolar | Alveolar | Post- Alveolar | Post- Alveolar | Labio- palatal | Labio- palatal | Palatal | Palatal | Labio- velar | Labio- velar | Velar | Velar |
| ----------- | -------- | -------- | ------------- | ------------- | ------ | ------ | -------- | -------- | -------------- | -------------- | -------------- | -------------- | ------- | ------- | ------------ | ------------ | ----- | ----- |
| Oclusives   | p        | b        |               |               | t      | d      |          |          |                |                |                |                |         |         |              |              | k     | g     |
| Nasals      | m        | m        |               |               | n      | n      | n        | n        | n              | n              |                |                | ɲ       | ɲ       |              |              |       |       |
| Fricatives  |          |          | f             | f             |        |        | s        | z        | (ʃ)            |                |                |                |         |         |              |              |       |       |
| Africades   |          |          |               |               |        |        | ts       |          | tʃ             | dʒ             |                |                |         |         |              |              |       |       |
| Aproximants |          |          |               |               |        |        |          |          |                |                | ɥ              | ɥ              | j       | j       | w            | w            |       |       |
| Bategants   |          |          |               |               | r      | r      | r        | ɾ        | ɾ              | ɾ              |                |                |         |         |              |              |       |       |
| Laterals    |          |          |               |               | l      | l      | l        | l        | l              | l              |                |                | ʎ       | ʎ       |              |              |       |       |

## Vocals
|                         | Anterior                      |                               | Central                       |                               | Posterior                     |
| Tancada                 | \| i • y • u e • ɛ • ɔ a • \| | \| i • y • u e • ɛ • ɔ a • \| | \| i • y • u e • ɛ • ɔ a • \| | \| i • y • u e • ɛ • ɔ a • \| | \| i • y • u e • ɛ • ɔ a • \| |
|                         | \| i • y • u e • ɛ • ɔ a • \| | \| i • y • u e • ɛ • ɔ a • \| | \| i • y • u e • ɛ • ɔ a • \| | \| i • y • u e • ɛ • ɔ a • \| | \| i • y • u e • ɛ • ɔ a • \| |
| Semitancada             | \| i • y • u e • ɛ • ɔ a • \| | \| i • y • u e • ɛ • ɔ a • \| | \| i • y • u e • ɛ • ɔ a • \| | \| i • y • u e • ɛ • ɔ a • \| | \| i • y • u e • ɛ • ɔ a • \| |
|                         | \| i • y • u e • ɛ • ɔ a • \| | \| i • y • u e • ɛ • ɔ a • \| | \| i • y • u e • ɛ • ɔ a • \| | \| i • y • u e • ɛ • ɔ a • \| | \| i • y • u e • ɛ • ɔ a • \| |
| Semioberta              | \| i • y • u e • ɛ • ɔ a • \| | \| i • y • u e • ɛ • ɔ a • \| | \| i • y • u e • ɛ • ɔ a • \| | \| i • y • u e • ɛ • ɔ a • \| | \| i • y • u e • ɛ • ɔ a • \| |
|                         | \| i • y • u e • ɛ • ɔ a • \| | \| i • y • u e • ɛ • ɔ a • \| | \| i • y • u e • ɛ • ɔ a • \| | \| i • y • u e • ɛ • ɔ a • \| | \| i • y • u e • ɛ • ɔ a • \| |
| Oberta                  | \| i • y • u e • ɛ • ɔ a • \| | \| i • y • u e • ɛ • ɔ a • \| | \| i • y • u e • ɛ • ɔ a • \| | \| i • y • u e • ɛ • ɔ a • \| | \| i • y • u e • ɛ • ɔ a • \| |
| i • y • u e • ɛ • ɔ a • |                               |                               |                               |                               |                               |

Les vocals a la dreta del punt • són arrodonides i les de l'esquerra no ho són. Vegeu: Arrodoniment vocàlic.

## Evolució de la fonètica llatina a l'occitana
L'occità en general va patir, com la resta de llengües romàniques, grans mutacions fonètiques que la van distingir de la resta de llengües veïnes i del mateix llatí. Els trets més significants d'aquestes mutacions vocàliques i consonàntiques són les següents:

### Vocalisme
- O tancada tònica del llatí vulgar (procedent de U breu i O llarga del llatí clàssic) no es diftonga sinó que es tanca en [u] (DOLORE, FLORE, PASTORE> occ. dolor [dulur], flor, pastor; cat. dolor, flor, pastor; fr. douleur, fleur, pasteur; esp. dolor, flor, pastor; it. dolore, fiore, pastore).

- U tancada del llatí vulgar procedent de Ū del llatí clàssic es palatalitza en [y] (vocal tancada anterior arrodonida) (MATURU, TUU> occ. madur, tu).

- O àtona es tanca en [u] (PORTALE> occ. portal[purtal], dolor; cat. portal[portal]/[purtal], dolor [duló], [doló], [dolor]; fr. portail; esp.portal).

- Manteniment de la A llatina tònica (CAPRA, PRATU> occ. cabra, prat; cat. cabra, prat; fr. chevre, pré; esp. cabra, prado; it. capra, prato).

- Manteniment d'AU (CAULIS, PAUCU> occ. caul, pauc; cat. col, poc; fr. chou, peu; esp. col, poco; it. cavolo, poco).

- Diftongació de Ě, Ǒ precedides de /j/, /w/, so palatal o velar (LECTU, OCULUM OCTO, FOCU, TRES, DEBERE> occ.lièit/lèit, uèlh, uèit, fuòc; tres, dever/deure; cat. llit, ull, uit/vuit, foc, tres; fr. lit, oeil, uit, feu, trois, devoir; esp. lecho, ojo, ocho, fuego, tres, deber; it. letto, occhio, otto, fuoco, tre, dovere).

- ACT- > ait (LACTE, FACTU> occ. lait, fait; cat. llet, fet; fr. lait, fait; esp. leche, hecho; it. latte, fatto).

- Caiguda de les vocals àtones finals, exceptuat A (MURU, FLORE, PORTA> occ. mur, flor; porta; cat. mur, flor, porta; fr. mur, fleur, porte; it. muro, fiore, porta).

- A final àtona > o de grau mitjà (AMICA> occ. amiga, pòrta).

### Consonantisme
- C +e, i, TY intervocàliques > [z] (puteale, ratione > occ. posal, rason; cat. poal, raó; fr. raison; cast. razón; it. raggione).

- No palatalització de ca- (capra, vacca; occ. cabra, vaca; cat. cabra, vaca; fr. chevre, vache; cast. cabra, vaca; it. capra). Però en els dialectes nord-occitans (lat. cantare dona chantar.

- Sonororització de -P-, -T-, -C- intervocàliques en -b-, -d-, -g- (CAPRA, CATENA, SECURU> occ. cabra, cadena, segur; cat. cabra, cadena, segur; fr. chevre, chaine, sur; esp. cabra, cadena, seguro; it. capra, catena, sicuro)

- -C +  e, i, final > -tz (CRUCEM> occ. crotz, cat. creu; fr. croix; esp. cruz; it. croce).

- -D- intervocàlica > [z] (NUDA, SUDARE> occ. nusa, susar; cat. nua, suar; fr. nue, suer; esp. desnuda, sudar; it. nuda, sudare).

- -D- intervocàlica esdevinguda final s'emmudeix o passa a -i (PEDE, CREDIT> occ. pè, crei; cat. peu, creu; fr. pied, croit; esp. pie, cree; it. piede, crede)

- Vocalització de T, D dels grups postònics '-TR-, '-DR- en -i- (PETRA, CREDERE> occ. peira, creire; cat. pedra/pera; creure; fr. pierre, croire; it. pietra, credere).

- Manteniment de F inicial (FURNU, FILIA> occ. forn, filha; cat. forn, filla; fr. four, fille; esp. horno, hija; it. forno, figlia).

- Manteniment d'africades protoromàniques de J, G + e, i (JACTARE, GELARE> occ. getar, gelar; cat. gitar, gelar; fr. jeter, geler; esp. hechar, helar; it. rigettare, gelare).

- Manteniment de la T del grup CT (FACTU, NOCTE> occ. fait, nueit; cat. fet, nit; fr. fait, nuit; esp. hecho, noche; it. fatto, notte).

- No palatalització de -is- procedent de -X-, SC- (COXA, PISCE> occ. cuèissa, peis; cat. cuixa, peix; fr. cuisse, poisson; esp. cuja -ant.-, pez; it. coscia, pesce).

- Caiguda de -N intervocàlica esdevinguda final (PANE, VINU> occ. pa, vi; cat. pa, vi; fr. pain, vin; it. pane, vino).

- Manteniment de -MB-, -ND- (CAMBA, CUMBA, MANDARE, BINDA> occ. camba, comba; mandar, benda; cat. cama, coma, manar, bena; fr. jambe, combe, mander, bande; esp. cama (ant.), mandar, venda; it. gamba, mandare, benda).

- -NN- > -n- (CANNA> occ. cana; cat. canya; fr. canne, esp. caña; it. canna).

- Manteniment de L- inicial (LUNA, LEGE> occ. luna, lei; cat. lluna, llei; fr. lune, loi; esp. luna, ley).

- LL intervocàlic i final > l (BELLA, GALLINA, BELLU, VITELLU> occ. bèla, galina; bèl, vedèl; cat. bella, gallina, bell, vedell; fr. belle, geline -ant.-, beaux, veau; it. bella, gallina, bel, vitello).

- Manteniment dels grups inicials PL, CL, FL- (PLICARE, CLAVE, FLORE> occ. plegar, clau, flor; cat. plegar, clau, flor; fr. plier, clé, fleur; it. piegare, chiave, fiore; esp. llegar, llave, flor; port. chegar, chave, flor).

- [kw] > [k], [gw] > [g] (QUATTUOR, GUARDARE> occ. quatre; gardar; cat. quatre, guardar; fr. quatre, garder; esp. cuatro, guardar)

- -ARIU > -ièr (IANUARIU> occ. genièr; cat. gener; fr. janvier; esp. enero; it. gennaio).